# Jizmak Da Gusha
Jizmak Da Gusha, er kunstnernavnet for Brad Roberts (f. 3. december 1973 i Los Angeles, USA), og er trommeslager i metal-bandet, GWAR. Han er kendt for sit dinosaur-hoved og historie med, at han er fra en kraft-planet og er kommet fra planeten, DaHUca.